# 艾美爾拉德·羅賓森
艾美爾拉德·羅賓森（英語：Emerald Robinson）是一名美國記者，曾先後在極限新聞和同一個美國新聞網擔任過白宮記者。

## 生平
畢業於維吉尼亞大學。曾在全球經濟增長研究所（IGEG）負責媒體關係工作。
2017年進入同一個美國新聞網，擔任政治記者。2018年5月，成為同一個美國新聞網的首席白宮記者。
2020年，加入極限新聞，擔任白宮記者。
2022年2月，加入麥克·林德爾成立的Lindell TV。

## 爭議
2019年11月，羅賓森在推特發文批評反川普的費歐娜·希爾和亞歷山大·溫德曼，質疑他們的美國人身份：「帶著安德魯王子口音的費歐娜·希爾，還有來自烏克蘭的『國防部長』溫德曼……我想知道：有沒有美國人會作證反對川普？」此則推文隨之引起了爭議。
2021年11月1日，羅賓森發布一則涉及COVID-19疫苗陰謀理論的推文：「親愛的基督徒：疫苗含有一種稱為熒光素酶（Luciferase）的生物發光標記物，以便你可以被追蹤。讀讀新約的最後一卷，看看這是如何完結的」。之後，推特先是暫時停用羅賓森的帳號一週，其後更將其永久停用。而極限新聞也暫停了羅賓森的職務。

## 外部連結
- 官方网站 （英文）
- 艾美爾拉德·羅賓森的X（前Twitter）（被永久停用）
- 艾美爾拉德·羅賓森的Facebook專頁
- 艾美爾拉德·羅賓森的Instagram帳戶
- C-SPAN內的頁面（英文）